# Alsophylax ferganensis
Alsophylax ferganensis  — вид ящірок з родини геконових. Описаний у 2023 році.

## Поширення
Вид є ендеміком Ферганської долини в Узбекистані. Відомий лише у типовому місцезнаходженні — селище Шорссу Узбекистанського району Ферганської області.

## Опис
Alsophylax ferganensis є сестринським видом до Alsophylax pipiens і Alsophylax laevis. Alsophylax ferganensis можна відрізнити від A. laevis меншим максимальним розміром тіла (SVLmax 31,5 мм проти 38,7 мм) і відносно вузькою головою, а також подовженими кінцівками і спинним малюнком з чітко вираженою шийною петлею та відносно вужчими темними поперечними смугами з приблизно однаковими проміжки між ними проти широких поперечних візерунків і вузьких проміжків у A. laevis. Хвостові краї мають темні хвилясті поперечні смуги. Спинна луска плоска, гладка, округла, без розширених спинних горбків.